# ミズラータ
ミズラータ（カタルーニャ語: Mislata, バレンシア語発音: [mizˈlata]）は、スペイン・バレンシア州バレンシア県のムニシピオ（基礎自治体）。州都バレンシアのすぐ西側にあり、バレンシア都市圏に含まれる。クアルト・デ・ポブレットやシリヴェーリャとも境界を接している。

## 地理

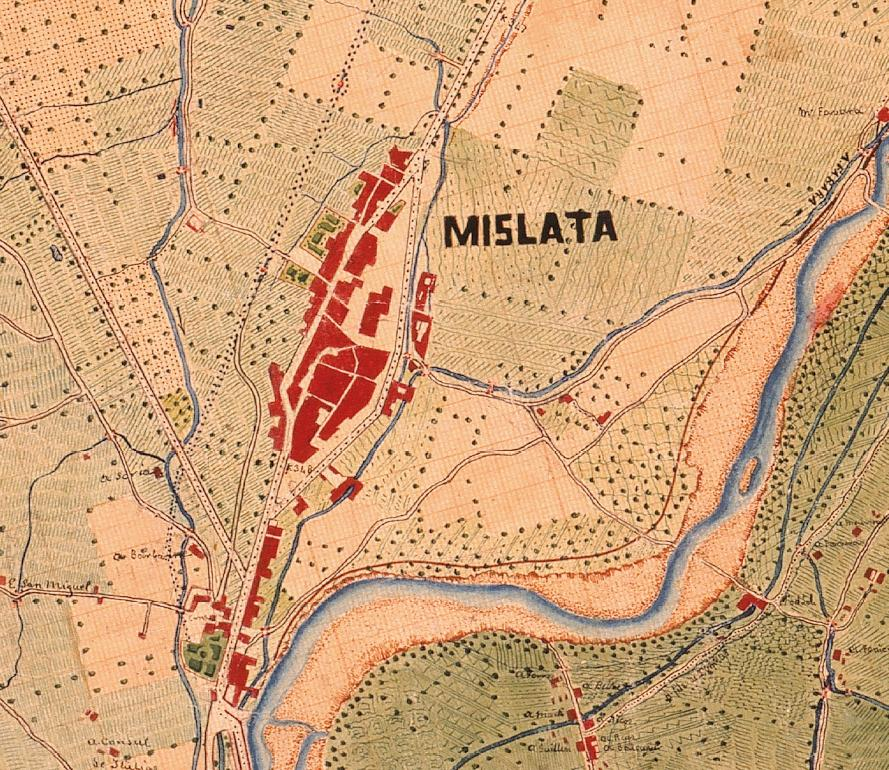
河道付け替え前の1883年のミズラータ（画像の上辺が西=内陸部

町はトゥリア川下流部の平坦な土地にあり、州都バレンシア中心部までの距離は約3kmである。東側はバレンシアと自治体境界を接しており、西側はクアルト・デ・ポブレットと、南側はシリヴェーリャと境界を接している。
かつては町の北側をトゥリア川が流れていたが、1957年10月14日のバレンシア大洪水以降に河道の付け替え工事が行われ、今日のトゥリア川は町の南側を流れている。旧河道は2008年にカプサレーラ公園として整備された。カプサレーラ公園はバレンシア市最大有数の規模を持つ公園であり、動物園、白鳥が泳ぐ池、小規模なステージなどがある。
バレンシア地方の他の町同様に、3月15日から19日にはファジェス（火祭り）が開催される。9月には聖ミカエルの祭礼が、10月には聖アッシジのフランチェスコの祭礼が開催される。町には天使の聖母教会、クレウ・コベルタ教会などがある。

## 歴史

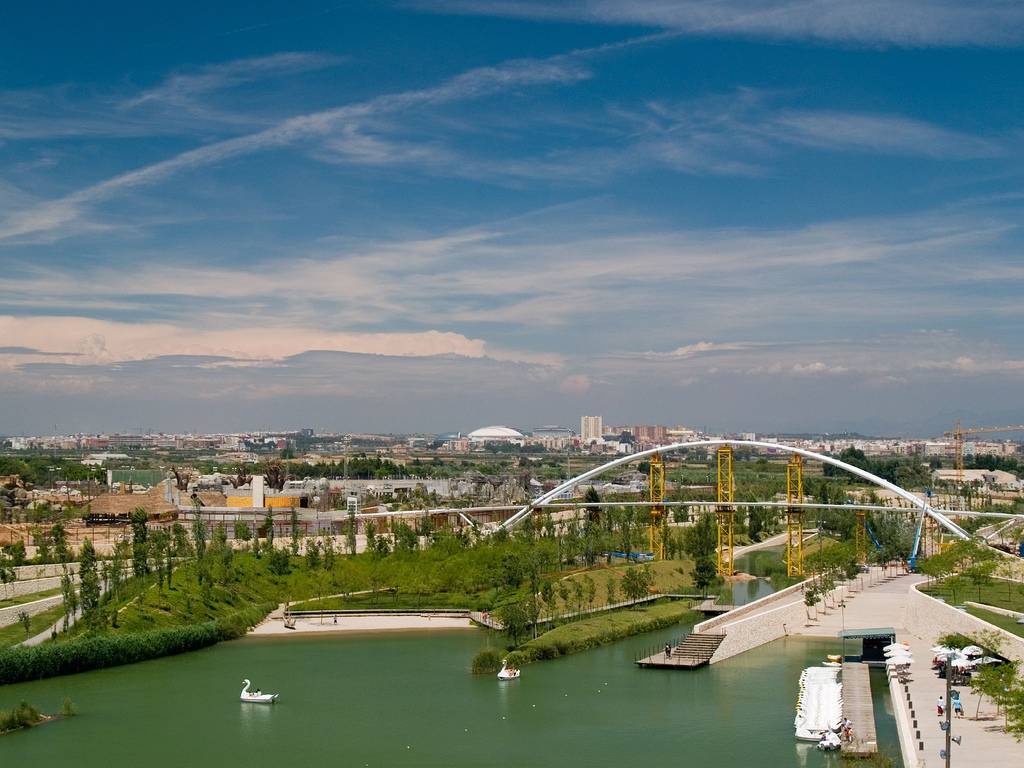
トゥリア川の旧河道にできたカプサレーラ公園

1952年5月27日、ミズラータとクアルト・デ・ポブレットの2自治体にまたがるようにバスケス・ベルナベウ軍事病院が建設された。1957年10月14日のバレンシア大洪水以降にはトゥリア川の河道の付け替え工事が行われた。
1969年にはこの工事の過程でバレンシアと西部郊外を結んでいた鉄道路線が撤去されたが、このことが市街地の拡張につながった。線路跡の土地はレンフェから自治体に譲与され、今日の市街地中心部を東西に貫くグレゴリウ・ジェア通りとなっている。
2003年には自治体境を超えたバレンシア市側にバレンシア歴史博物館が開館した。1850年に建設されたレンガ造の飲料用貯水施設を改修したものであり、その設計はバルセロナの都市計画で知られるイルデフォンソ・セルダなどだった。2013年12月26日、ミズラータ市議会はオスマン帝国によるアルメニア人虐殺を認知したスペイン初の自治体となった。

## 交通

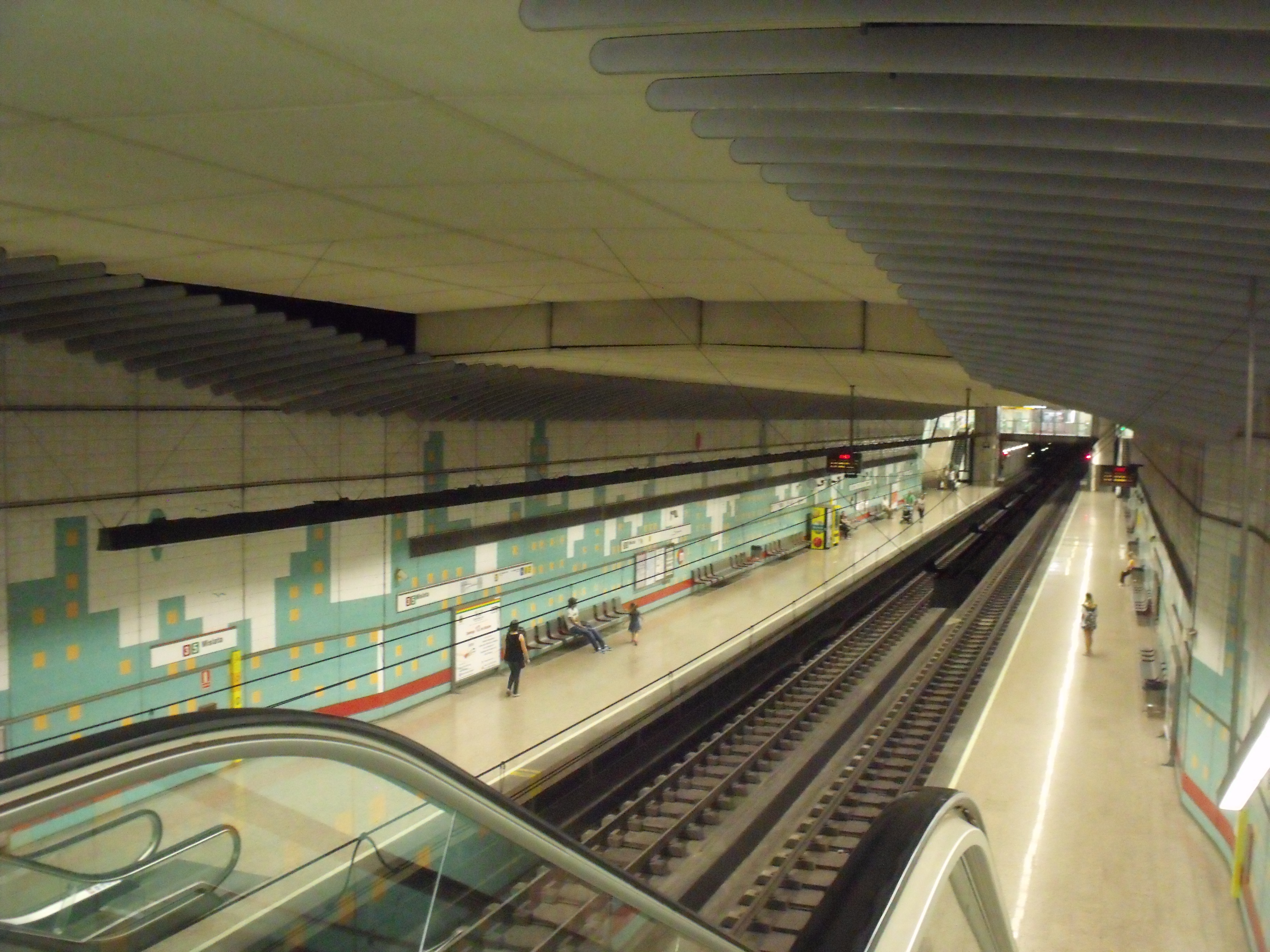
メトロバレンシアのミズラータ駅

バレンシア市中心部とミズラータをつなぐいくつかのバス路線が運行されている。メトロバレンシアの3号線・5号線・9号線にはミズラータ駅とミズラータ＝アルマシル駅があり、いずれも地下駅である。ミズラータはバレンシア市以外でメトロバレンシアのゾーンAに分類されている唯一の自治体である。
ラピッド・トランジットであるメトロバレンシアの2駅が開業したのは1999年5月20日のことであり、当時はミズラータ＝アルマシル駅が終着駅だった。この開業によって、ミズラータとバレンシア中心部の商業区域が鉄道で直接結ばれた。2007年にはメトロバレンシアがミズラータ＝アルマシル駅からさらに西側に延伸され、クアルト・デ・ポブレットやマニゼスの自治体やバレンシア空港に達している。

## 人口

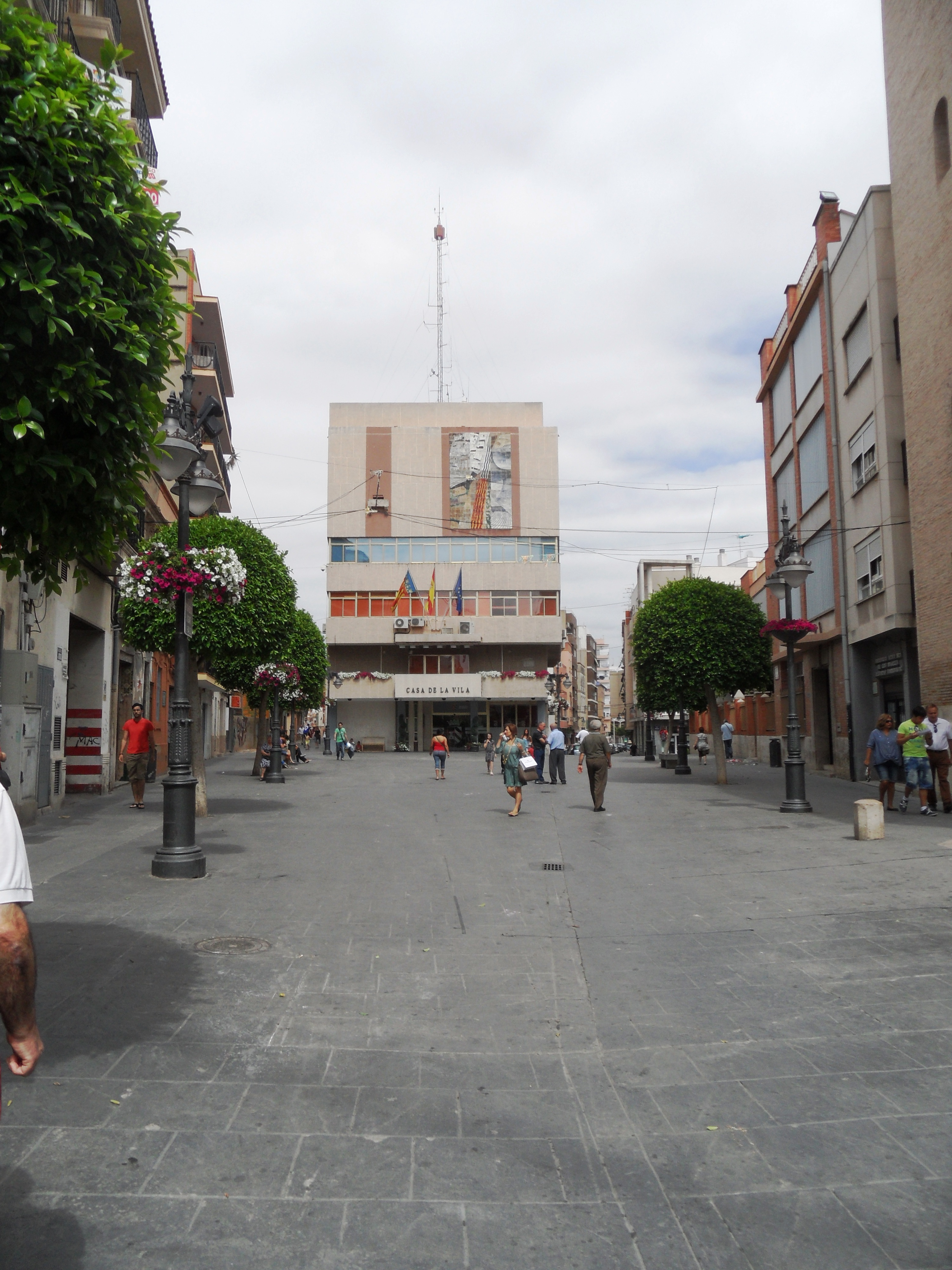
市庁舎（奥）と中心広場

かつてはバレンシア郊外にあるオルタ地域の村だったが、今日ではバレンシア市街地に完全に飲み込まれている。面積は2.06km2、2015年の人口は43,320人であり、人口密度は21,029.13人/km2である。スペインではもっとも人口密度の高い自治体であり、ヨーロッパでも有数の人口密度を持つ自治体である。
| ミズラータの人口推移 1857－2014                         |
|                                                         |
| 出典:INE（スペイン国立統計局）1900年 - 1991年、1996年 - |

## 行政
| 任期      | 首長名                                                      | 政党         |
| --------- | ----------------------------------------------------------- | ------------ |
| 1979–1983 | José Morales Gracia                                         | PSPV-PSOE    |
| 1983–1987 | José Morales Gracia                                         | PSPV-PSOE    |
| 1987–1991 | José Morales Gracia                                         | PSPV-PSOE    |
| 1991–1995 | José Morales Gracia                                         | PSPV-PSOE    |
| 1995–1999 | José Morales Gracia                                         | PSPV-PSOE    |
| 1999–2003 | José Morales Gracia(99-01) Manuel Corredera Sanchis (01-03) | PSPV-PSOE PP |
| 2003–2007 | Manuel Corredera Sanchis                                    | PP           |
| 2007–2011 | Manuel Corredera Sanchis                                    | PP           |
| 2011–2015 | Carlos Fernández Bielsa                                     | PSPV-PSOE    |
| 2015–2019 | Carlos Fernández Bielsa                                     | PSPV-PSOE    |
| 2019–2023 | n/d                                                         | n/d          |
| 2023–     | n/d                                                         | n/d          |

## 姉妹都市
- ラ・リサ（英語版）、キューバ
- ティファリティ、西サハラ

## 出身者
- ミケル・ナバーロ（スペイン語版）(1945-) : 彫刻家。